# 毋岳洞
毋岳洞（ムアクトン、韓国語：무악동 発音）は、ソウル特別市鐘路区にある行政洞。

## 概要
毋岳洞は鐘路区南西部に位置している行政洞である。北東から南東にかけて順に同じ鐘路区の清雲孝子洞、社稷洞、橋南洞に接しているが、それ以外は西大門区との区境となっている。

## 法定洞
管轄の法定洞は以下のとおりである。
- 毋岳洞（ムアクトン、무악동）